# 古巴紅鸚鵡
古巴紅鸚鵡（Ara tricolor），又名古巴紅金剛鸚鵡或三色金剛鸚鵡，是原住於古巴及青年島的鸚鵡。牠們長約45-50厘米，是較為細小金剛鸚鵡，且是加勒比海島嶼上最近滅絕的一種。

## 描述

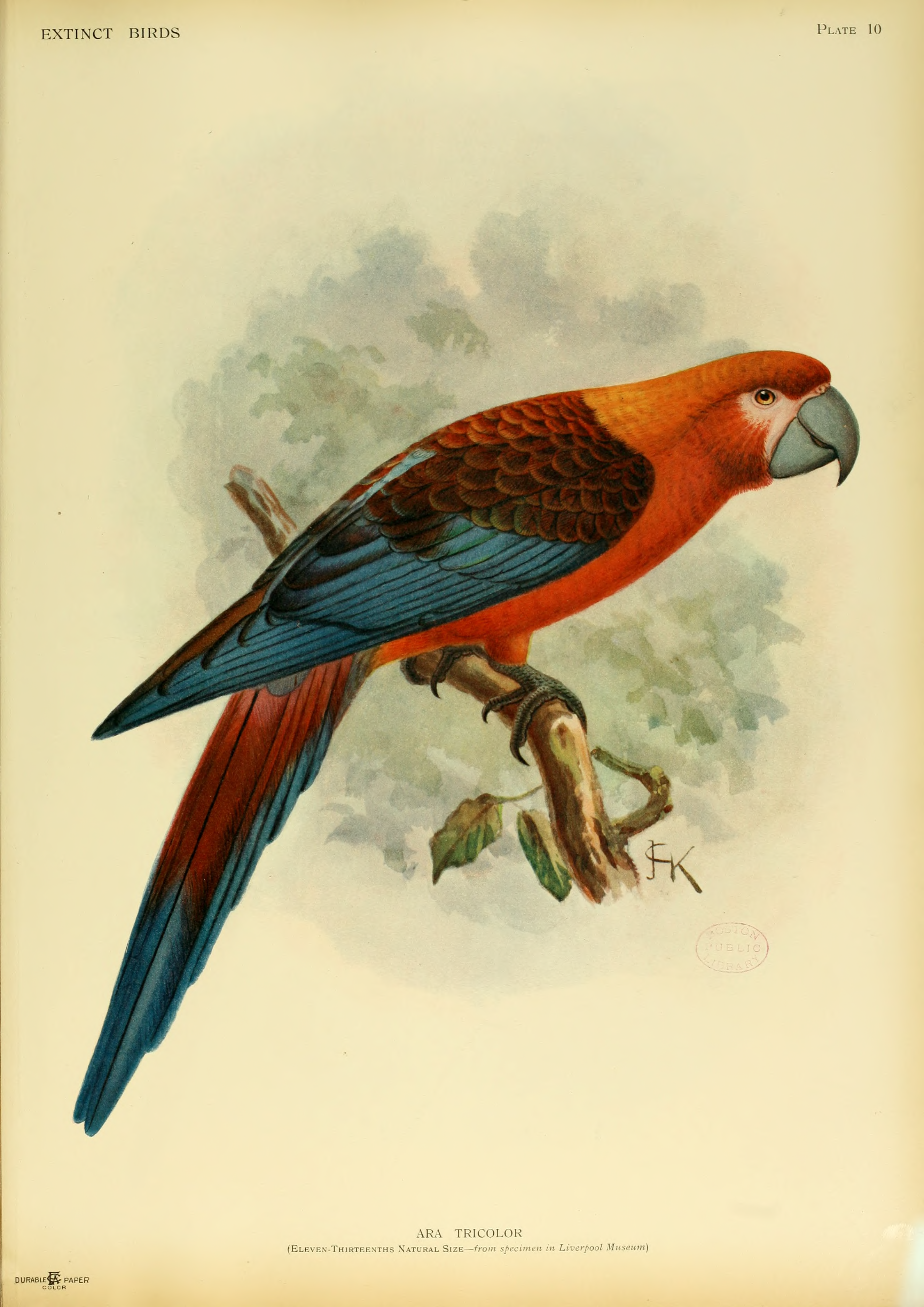
古巴紅鸚鵡的圖畫。

古巴紅鸚鵡約長45-50厘米。牠的前額由紅色漸變至橙色，到了頸背呈黃色。眼睛周圍沒有羽毛及呈白色，喙呈深褐色，有黃色的瞳孔。面部、下顎、胸部、腹部及大腿都呈橙色，雙腳則呈褐色。上背部有紅褐色的羽毛，邊緣呈綠色。臀部、尾巴羽毛及下背部呈藍色。雙翼羽毛是褐色、紅色及紫藍色的。尾巴上表面呈深紅色，漸變至尖端的藍色，尾巴下表面則呈紅褐色。成年的雄鳥及雌鳥在外表上沒有分別。

## 滅絕
古巴紅鸚鵡估計於1800年左右在古巴很普遍，且可能也生活在青年島上。於19世紀初期，在這些地方的人口急遽增加，並開始大量砍伐樹林。雖然牠們的肉質並不可口，但也被捕獵來作為食物。為了捕捉雛鳥作為寵物，牠們的巢穴受到破壞。直至1849年前，牠們仍能保持牠們的數量，但後來數量急遽下降至滅絕。最少共有19個古巴紅鸚鵡的標本，最後的標本是於1864年在以扎巴特市附近被射殺的。一份未被確認的紀錄顯示牠們生存至1885年才滅絕。

## 外部連結
- World Parrot Trust （页面存档备份，存于）
- 古巴紅鸚鵡的皮（页面存档备份，存于）
- 古巴紅鸚鵡的立體圖